# Escalans
Escalans je naselje in občina v francoskem departmaju Landes regije Akvitanije. Naselje je leta 2009 imelo 249 prebivalcev.

## Geografija
Kraj leži v pokrajini Gaskonji 48 km vzhodno od Mont-de-Marsana.

## Uprava
Občina Escalans skupaj s sosednjimi občinami Arx, Baudignan, Betbezer-d'Armagnac, Créon-d'Armagnac, Estigarde, Gabarret, Herré, Lagrange, Losse, Lubbon, Mauvezin-d'Armagnac, Parleboscq, Rimbez-et-Baudiets in Saint-Julien-d'Armagnac sestavlja kanton Gabarret s sedežem v Gabarretu. Kanton je sestavni del okrožja Mont-de-Marsan.

## Zanimivosti
- srednjeveška utrdba Château de Caumale iz 16. in 17. stoletja,
- cerkev sv. Janeza Krstnika,
- cerkev sv. Hieronima, Sainte-Meille.